# 米灰色
米灰色是一顏色，類似於米色，但比米色來的深。是一種黃色系的顏色，也可以分在橙色系，但因米灰色有類似於灰色的性質，因此也有人將米灰色歸類在灰色系。
米灰色是中国传统的顏色之一。常作為服饰、装饰用品的颜色之用。
一般水彩或廣告顏料是以紅色對黃色1:4的比例來配出米灰色，而光學配色是以紅色對綠色對藍色為 35:34:29 的比例近似，而在電腦或顯示器上則以RGB為（211,203,175）來顯示出米灰色。